# Olvídame
Az Olvídame (jelentése spanyolul: ’Felejts el engem’) Thalía mexikói énekesnő ötödik kislemeze az El sexto sentido című stúdióalbumáról, illetve második annak Re+Loaded alcímű különkiadásáról. Szerzői Estéfano és Julio Reyes, producere Estéfano. A latin rockballada stílusú, mély érzelmekkel lírai dal jól kihozza az énekesnő vokális képességeit.
Az Olvídame megkönnyeztette az összes hangmérnököt és producert, akik a stúdióban voltak… Én is bőgtem.

## A videóklip
A videóklipet maga az énekesnő rendezte és 2006 év elején forgatták New York egyik külvárosában. A videó egy szomorúan végződő szerelmi történetről szól, melynek főhőse megpróbálja újrakezdeni az életét, amikor egy új házba költözik. Miközben viszi át a holmijaival teli ládákat új otthonába, az egyik közülük összetörik, és előkerülnek belőle az elvesztett személyről őrzött levelek és emlékek. A lány elhatározottan útra kel, hogy örökké véget vessen a történetnek. A klipben Thalía egyszerű nőként jelenik meg; autót vezet, és a temetőbe is ellátogat.